# Município de Rush Creek (condado de Fairfield, Ohio)
O município de Rush Creek (em inglês: Rush Creek Township) é um município localizado no condado de Fairfield no estado estadounidense de Ohio. No ano de 2010 tinha uma população de 3.893 habitantes e uma densidade populacional de 40,13 pessoas por km².

## Geografia
O município de Rush Creek encontra-se localizado nas coordenadas 39° 42′ 07″ N, 82° 25′ 39″ O. Segundo a Departamento do Censo dos Estados Unidos, o município tem uma superfície total de 97.02 km², da qual 96.29 km² correspondem a terra firme e (0.75%) 0.73 km² é água.

## Demografia
Segundo o censo de 2010, tinha 3.893 habitantes residindo no município de Rush Creek. A densidade populacional era de 40,13 hab./km². Dos 3.893 habitantes, o município de Rush Creek estava composto pelo 98% brancos, o 0.28% eram afroamericanos, o 0.33% eram amerindios, o 0.08% eram asiáticos, o 0.03% eram insulares do Pacífico, o 0.08% eram de outras raças e o 1.21% pertenciam a duas ou mais raças. Do total da população o 0.39% eram hispanos ou latinos de qualquer raça.